# Gormaz (Soria)
Gormaz ist ein Ort und eine kleine Gemeinde (municipio) mit nur 26 Einwohnern (Stand: 2024) in der nordspanischen Provinz Soria in der Autonomen Gemeinschaft Kastilien und León.
Seit Mai 2019 gibt es eine Pilgerherberge.

## Lage
Der Ort Gormaz liegt auf dem Nordufer des Duero knapp 65 km (Fahrtstrecke) südwestlich von Soria in einer Höhe von ca. 960 m ü. d. M. Die Kleinstadt El Burgo de Osma ist nur ca. 15 km in nordwestlicher Richtung entfernt. Das Klima im Winter ist kühl, im Sommer dagegen durchaus warm; die geringen Niederschläge (ca. 485 mm/Jahr) fallen – mit Ausnahme der eher regenarmen Sommermonate – verteilt übers ganze Jahr.

## Bevölkerungsentwicklung
| Jahr      | 1900 | 1950 | 2000 | 2016 |
| Einwohner | 198  | 182  | 17   | 26   |

Der deutliche Bevölkerungsrückgang seit den 1950er Jahren ist im Wesentlichen auf die Mechanisierung der Landwirtschaft und den damit einhergehenden Verlust an Arbeitsplätzen zurückzuführen.

## Wirtschaft
Im Mittelalter siedelten sich Soldaten, Kleinhändler, Handwerker und Dienstleister aller Art in der nahezu ausschließlich agrarisch geprägten Landgemeinde an.

## Geschichte
Auf dem Gemeindegebiet wurden bronzezeitliche, keltische und römische Kleinfunde gemacht. Aus der Römerzeit stammt wahrscheinlich auch die – später wiederholt erneuerte Brücke – über den Duero. Im 8. Jahrhundert drangen die Mauren bis in die Region vor und erbauten eine kleine Festungsanlage (hisn), die in der zweiten Hälfte des 10. Jahrhunderts zur größten Festung im damaligen Abendland ausgebaut wurde, denn der Duero bildete damals die stets umkämpfte Grenze zwischen der christlich römischen und der islamischen Einflusssphäre. Unter der Führung des kastilischen Grafen García Fernández († 995) wurde die Festung im Jahr 974 erfolglos belagert; sie blieb noch bis ins 11. Jahrhundert hinein umstritten und wurde erst im Jahr 1059 unter Ferdinand I. (reg. 1035–1065) für die Christen erobert (reconquista); Rodrigo Díaz de Vivar († 1099), besser bekannt unter dem Namen El Cid, war zeitweise Burgherr und Grundherr (señor) des Ortes. Nach der weiteren Zurückdrängung der Mauren im 12. und 13. Jahrhundert verloren Burg und Ort an strategischer Bedeutung.

## Sehenswürdigkeiten

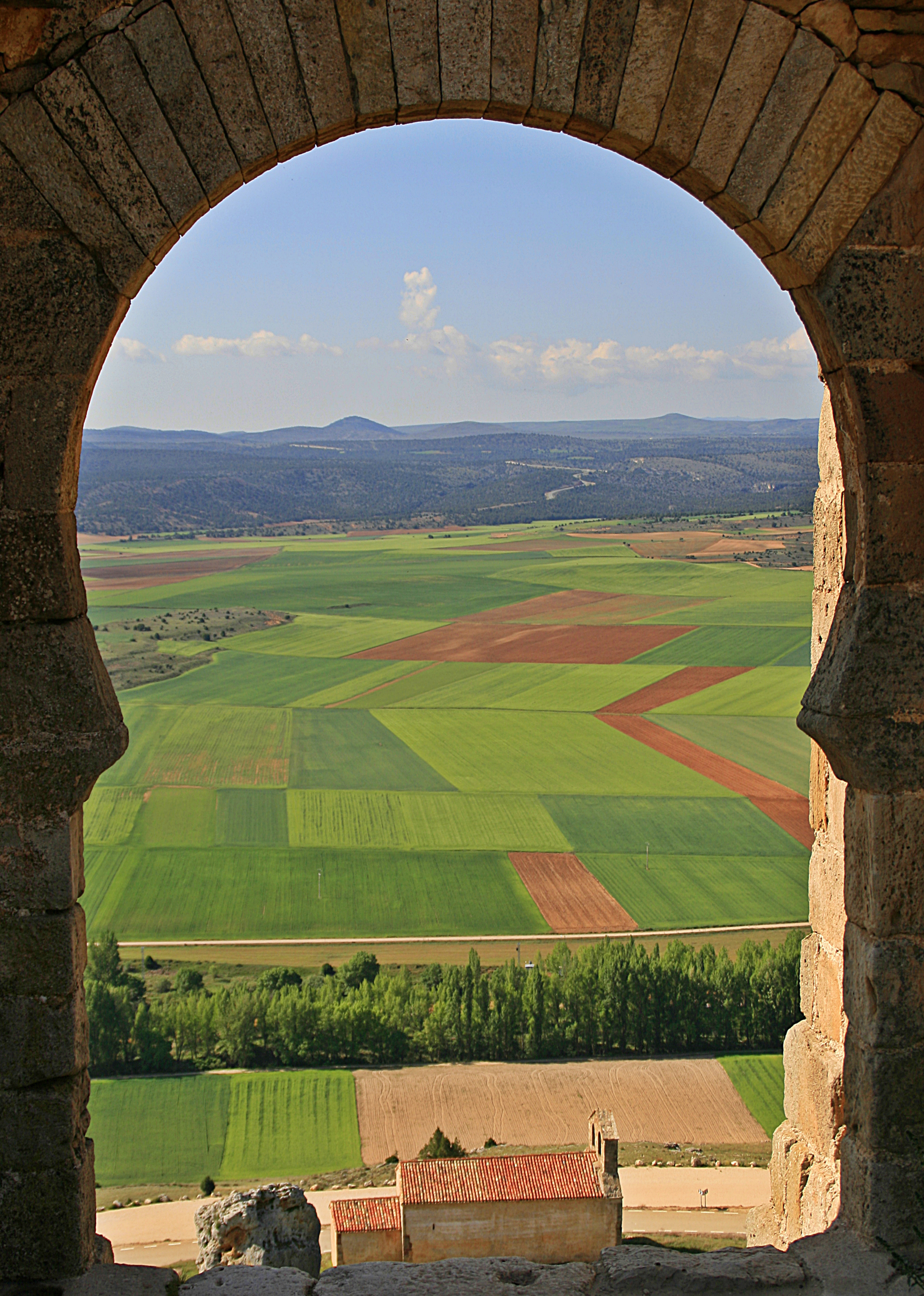
Blick vom Burgtor über die Ermita de San Miguel auf die Felder in der Umgebung

- Größte Attraktion des Ortes ist seine riesige, weitgehend aus maurischer Zeit stammende, Festung aus dem Jahre 965 mit ihren zahlreichen eckigen Flankentürmen. Laut einigen Quellen war sie damals die größte Burg Europas.[5] Im Gegensatz zu den meisten maurischen Festungen, die üblicherweise aus mit kleinen Steinen vermischtem Stampflehm bestehen, ist sie aus exakt behauenen Hausteinen gemauert. Der gesamte Mauerring ist ca. 1200 m lang und bis zu 10 m hoch; das Portal zeigt von einem Alfiz gerahmte Hufeisenbögen. Im Innern befanden sich ein von einer dicken Wehrmauer mit Türmen abgetrennter Palastbereich (alcázar), dessen im Mudéjarstil erbauter Bergfried (torre del homenaje) aus christlicher Zeit stammt, sowie wahrscheinlich aus Holz und Lehm gebaute Stallungen sowie andere Räumlichkeiten (Küche, Schmiede etc.), von denen jedoch nichts erhalten ist; es finden sich lediglich Reste von Zisternen (aljibes).[6][7][8]
- Die Ermita de San Miguel stammt aus der Zeit um 1100 und befindet sich an den terrassierten und ehemals wohl bewirtschaften Flanken des Burgbergs. Auf der Südseite wurde nachträglich eine Vorhalle (portico) angebaut; auch der kleine Glockengiebel (espadaña) wurde später aufgesetzt. Während die Apsis tonnengewölbt ist, wird das Kirchenschiff nur von einem offenen Dachstuhl überspannt.
- Die mittelalterliche Iglesia de Santiago ist dem Apostel Jakobus d. Ä., dem geistigen Anführer der Reconquista, geweiht; sie liegt jedoch in Ruinen und beherbergt den örtlichen Friedhof.
- Die im 17. Jahrhundert erbaute Iglesia de San Juan Bautista ist die Pfarrkirche des Ortes.

## Video
- Terra X Expeditionen ins Unbekannte - Der Schatz der Tempelritter, Gottfried Kirchner, 1995

## Belege
1. ↑  Instituto Nacional de Estadística Municipal Register of Spain
2. ↑  Gormaz – Karte mit Höhenangaben
3. ↑  Gormaz – Klimatabellen
4. ↑  Gormaz – Bevölkerungsentwicklung
5. ↑  Collins, Roger (2012). Caliphs and Kings: Spain, 796–1031. Wiley-Blackwell. pp. 157, 242. ISBN 978-0-631-18184-2.
6. ↑  Gormaz – Castillo (Arteguias)
7. ↑  Gormaz – Castillo (Memento des Originals vom 28. Oktober 2017 im Internet Archive)  Info: Der Archivlink wurde automatisch eingesetzt und noch nicht geprüft. Bitte prüfe Original- und Archivlink gemäß Anleitung und entferne dann diesen Hinweis.
8. ↑  Gormaz – Castillo